# Aysha lagenifera
Aysha lagenifera är en spindelart som först beskrevs av Cândido Firmino de Mello-Leitão 1944.  
Aysha lagenifera ingår i släktet Aysha och familjen spökspindlar. Inga underarter finns listade.